# Démographie de la Nouvelle-Calédonie
La démographie de la Nouvelle-Calédonie est l'ensemble des données et études concernant la population néo-calédonienne, d'hier et d'aujourd'hui.
Au recensement de 2025, la Nouvelle-Calédonie comptait 264 596 habitants.

## Période pré-européenne

### Archéologie institutionnelle

#### Musée de Nouvelle-Calédonie
Les plus anciennes traces institutionnelles d'observations archéologiques remontent au 27 août 1863, le gouvernement colonial tente de rassembler des objets censés représenter la Nouvelle-Calédonie aux expositions universelles. Des échantillons minéralogiques, botaniques et paléontologiques, sont regroupés.
Il faut attendre 1895 pour qu'un premier lieu spécifique soit créé pour regrouper ses objets. Ce lieu, appelé dans un premier temps « musée colonial », est créé par Jules Bernier, secrétaire-archiviste chargé de la préservation des collections. Le pavillon de la Nouvelle-Calédonie, construit à Paris à l'occasion de l'Exposition universelle de 1900, est démonté et transporté jusqu'à Nouméa, dans ce qui deviendra la Bibliothèque Bernheim. Une bibliothèque est installée au rez-de-chaussée tandis que les collections sont rassemblées au premier étage.
Luc Chevalier (1922-2008) est l'auteur d'études académiques sur le passé des îles de la Nouvelle-Calédonie dès les années 1950, en collaboration avec la Société d'études mélanésiennes et l'Institut français d'Océanie, qui deviendra l'Office de la recherche scientifique et technique outre-mer (ORSTOM), puis l'Institut de recherche pour le développement (IRD). Luc Chevalier devient le premier conservateur du musée de Nouvelle-Calédonie créé en 1971. Les objets conservés jusqu'alors dans la bibliothèque Bernheim constituent le premier fonds du musée.

#### Inventaire du patrimoine kanak dispersé
Jean-Marie Tjibaou a joué un rôle moteur dans le projet d'Inventaire du patrimoine kanak dispersé, il demande en 1979 à Roger Boulay, ethnologue de formation, d'établir une liste des sculpteurs kanaks. Dans l'esprit de Tjibaou, le patrimoine dispersé était lié au concept d'« objets-ambassadeurs », représentants de la culture kanak à l'étranger, et permettant d'en évoquer les aspects immatériels : relations, traditions et coutumes. Auparavant, la Société des océanistes, basée à Paris et nouvellement créée en 1945, avait lancé l'idée d'un recensement des collections en métropole, mais sans impliquer les néo-calédoniens.
Au début des années 1980, le sort du patrimoine dispersé des kanaks les amène à faire entendre leurs interrogations autour des lieux et conditions de conservations de ces objets, ainsi que des explications associées.
À ce moment, les collections océaniennes en France se trouvent dans des états disparates : dans certains musées, comme à Angoulème, Bordeaux, Grenoble ou Paris, elles sont exposées depuis peu avec une muséologie récente ; ailleurs, comme à Lille, Boulogne-sur-Mer ou Le Havre, elles sont remisées ou abandonnées dans des réserves parfois non adaptées ; les inventaires en sont très rares.
Un Office culturel scientifique et technique canaque (OCSTC), placé sous direction gouvernementale française, est créé en 1982 sous l'impulsion de Jean-Marie Tjibaou et Jacques Iekawé. Art, politique et culture sont alors pensés en relation.
Un Département Archéologie est créé en 1991 au sein du Service des Musées et du Patrimoine de Nouvelle-Calédonie. Les inventaires et les fouilles sont marqués par la découverte en 1995, sur la plage du site éponyme de Lapita à Foué (Koné), des deux premières poteries Lapita entières du Pacifique.
L'accord de Nouméa, signé en 1998, prévoit le recensement et la mise en valeur des artéfacts kanak en métropole.
Une conférence archéologique internationale en 2002, commémorant le cinquantenaire de la première mission scientifique d'archéologues sur la Grande Terre, regroupe des délégations de l'ensemble du Pacifique sud-ouest. Cette conférence montre l'intérêt de la recherche archéologique en Océanie et suscite la création de l'Institut d’Archéologie de la Nouvelle-Calédonie et du Pacifique (IANCP), dirigé par Christophe Sand.
On répertorie et protège progressivement des pétroglyphes et des gravures rupestres qui témoignent de la présence humaine pré-européenne.
Durant l'année 2020 et suivante, l'exposition Carnets kanak, au musée du quai Branly, retrace les travaux d'inventaire en présentant des croquis et les œuvres associées.
L'Inventaire du patrimoine kanak dispersé (IPKD) a permis d'établir que 85 % des objets et œuvres Kanak en collections publiques dans le monde sont conservés en dehors de la Nouvelle-Calédonie. En 2019, un projet d'extension et de rénovation du musée de Nouvelle-Calédonie, prévoit pour 2021 le rapatriement de certains « objets ambassadeurs » du patrimoine Kanak sur leur terre natale.

### Premières traces de peuplement

#### Civilisation Lapita
La civilisation Lapita est une civilisation ancienne d'Océanie établie dans l'océan Pacifique ouest aux premier et second millénaires avant notre ère. Le nom Lapita est tiré d'un site archéologique de Nouvelle-Calédonie (à Koné, plage de Foué). La civilisation Lapita semble être apparue dans l'archipel Bismarck[réf. souhaitée], au nord-est de la Nouvelle-Guinée, puis s'est répandue sur environ 3 000 km d'extension : plusieurs centaines de sites archéologiques Lapita ont été retrouvés dans une aire allant de la Nouvelle-Guinée jusqu'aux îles Samoa : on en retrouve en Nouvelle-Calédonie. Pour cette raison, on considère qu'elle est la culture d'origine des austronésiens qui, à partir de l'Océanie proche, ont peuplé l'Océanie lointaine. Quelques squelettes ont été découverts à Lapita en Nouvelle-Calédonie. La datation par le carbone 14 révèle que les sites Lapita les plus anciens remontent à environ 3 500 années avant l'époque actuelle, soit 1500 av. J.-C.. Les sites Lapita néo-calédoniens ont révélé d'énormes quantités de matériel archéologique. La plupart des sites datés ne remontent pas au-delà de 1050 av. J.-C..
Parmi la vingtaine de sites (Pam, Arama, Boirra, Vavouto, Koné, Koné-Foué, Temrock, Nessadiou, Île Verte, Ongoué, Nara, Amtiti, Witapme, Île des Pins (Gadji, Vatcha), Maré (Patho, Kurin), Lifou (Hnajoissisi, Keny, Hnaeu) et Ouvéa (Wadrilla)), les principaux sont :
- Nord : Koumac, Lapita (site éponyme), Koné (site de Foué) ;
- Centre : Nessadiou ;
- Sud : Vatcha.

Des modèles démographiques développé dans les îles du Pacifique comme Hawaï et la Nouvelle-Zélande et permettent d'estimer la population à 50 000 habitants (hypothèse la plus basse) au bout d'un millénaire de présence (il y a donc 2 000 ans). Les premiers peuplements on laissé des traces sur le littoral, mais de nombreux relevés montrent que les plaines alluviales et l'intérieur des terres ont été rapidement colonisés jusqu'au centre de la chaîne (forêts brûlées, traces d'implantation horticoles, disparition d'une grande partie de la faune endémique, en particulier plus de 40 % de la faune,. Des indices archéologiques vieux de 2 000 ans présentent des similarités avec des mythes kanaks, des indices de ce type ont pu démontrer ailleurs dans le Pacifique, en particulier en Australie, que des mythes dataient de plusieurs millénaires.

#### Arrivée des Européens
À partir du XVIIe siècle, la ressource s'épuisant près des côtes européennes, il fallut aux baleiniers se tourner vers d'autres espèces de cétacés et des territoires de chasse bien plus lointains en utilisant des navires de haute mer bien plus importants : Atlantique lointain, puis Pacifique, et même par la suite Arctique et Antarctique. Les îles du Pacifique tropical constituaient des escales indispensables pour les campagnes de pèche qui s'étalaient sur plusieurs années. L'océan Pacifique est aussi écumé par des navires santaliers. Ces navires de commerce, souvent sans foi ni loi, armés pour se protéger des pirates, ont été à l'origine de conflits avec les populations autochtones, qui sont souvent les seules et rares traces de leur passage. ils ont également apporté une contribution au moins égale à celle des explorateurs officiels commandités par les amirautés de leurs nations respectives à partir du XVIIIe siècle (James Cook, Jean-François de La Pérouse, Jules Dumont d'Urville, etc.) à la cartographie et à l'océanographie du globe terrestre.
Une autre contribution plus tragique au niveau démographique de l'arrivée des Européens a consisté à l'importation de maladies alors inconnues dans le Pacifique. De façon consistante, en particulier en Nouvelle-Zélande, à Hawaï et en Polynésie française où la chose est plus documentée que dans les petits archipels du Pacifique, la mortalité due aux épidémies est de l'ordre de 80 % et culmine parfois à 95 % des populations autochtones. Cette cause de mortalité dépasse de loin toutes les autres causes (conflits, guerres…), même dans les îles qui ont fait l'objet d'opérations coloniales militaires d'envergure. Les estimations des conséquences démographiques sont donc une division des populations dans un facteur de 5 à 20. La diminution souvent brutale à la suite des épidémies, perdurait sur plusieurs décennies et s'aggravait à cause du bouleversement de son espace, du manque de main d'œuvre pour l'agriculture, de la perte des transmissions culturelles orales et de la déstructuration des organisations sociales.
Il s'est écoulé entre 75 (passage de James Cook) et 150 ans (baleiniers, santaliers…) entre le premier contact avec des Européens et la prise de possession officielle en 1853. Des traces historiques prouvent que des Kanaks ont une parfaite connaissance des armes à feu dès la fin du XVIIIe siècle autour de certains mouillages naturels comme Balade (James Cook séjourne dans ce port en 1774. En 1792, alors à la recherche de Jean-François de La Pérouse, d'Entrecasteaux y mouille).

#### Estimations démographiques officielles post-contact
Les estimations de l'administration coloniale font état d'une population d'environ 50 000 habitants au début de l'occupation officielle en 1853, qui diminue jusqu'à un minimum de 27 000 habitants en 1900.
Les premiers inventaires généalogiques fiables de Nouvelle-Calédonie datent de 1946, 170 ans et sept générations après le passage de Cook, après des épidémies, des luttes militaires, la colonisation, l'enfermement des Kanaks dans les réserves à partir des années 1860, des bouleversements sociaux qui augmentent les difficultés pour reconstituer aujourd'hui la tradition orale et l'histoire du pré-contact.
Les estimations démographiques universitaires les plus solides pour la Nouvelle-Calédonie à la période de contact (La Nouvelle-Calédonie est occupée depuis 1853 par la France) se situent dans une fourchette allant de 40 000 personnes à 80 000 personnes.

#### Estimations de la population pré-contact
Une hypothèse de calcul de la population pré-contact est donc entre 5 et 20 fois la population minimum estimée par l'administration coloniale à 27 000 en 1900, soit entre 135 000 et 540 000 habitants à son apogée. Les études des paysages agricoles et des habitats pré-contact rendent cette fourchette tout à fait plausible, en estimant la production sur les terrains transformés par l'homme capables de nourrir une population de plusieurs millions d'habitants.

##### Traces de transformations du paysage agricole

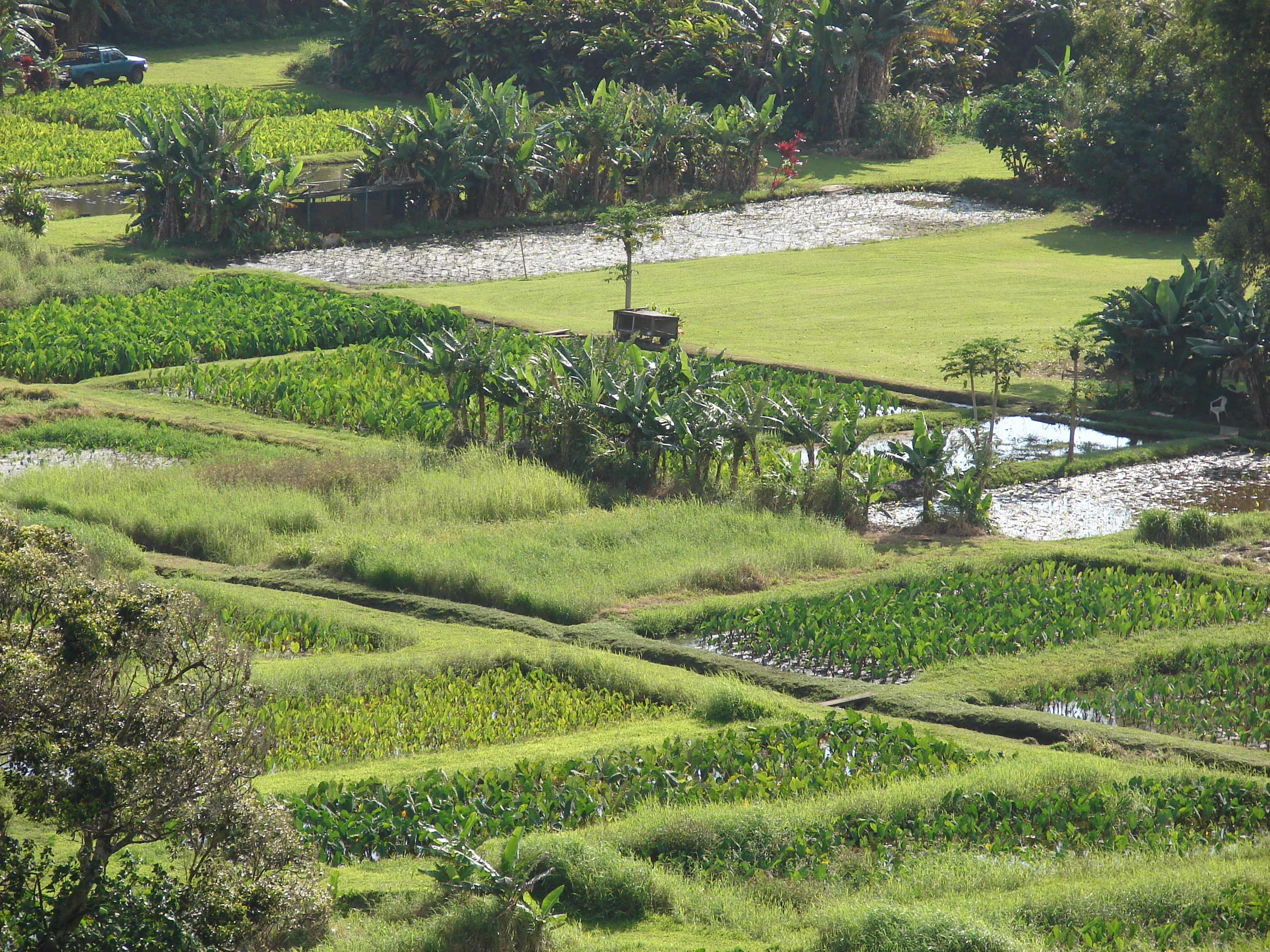
Culture du taro à Keanae, Maui, Hawaï, caractéristiques de la culture Lapita, similaires aux paysages agricoles pré-contacts très nombreux retrouvés en Nouvelle-Calédonie.

L'étude des sols a fait apparaître de longue date une occupation intensive de toutes les zones cultivables, en particulier sur la Grande Terre. Les photographies aériennes exhaustives de la Nouvelle-Calédonie après la Seconde Guerre mondiale, puis les photographies de satellites ont permis de confirmer les modifications anthropiques à grande échelle des paysages par l'agriculture (billons à ignames et tarodières fossiles pour la récolte du taro d'eau Colocasia esculenta sur des reliefs sculptés en terrasse).
La culture en terrasse du taro fut développée à un tel point qu'à l'arrivée des Européens, une grande partie des basses collines de la Grande Terre étaient couvertes de terrasses. Dans les vallées, jusque sur des reliefs offrant des conditions agricoles moins optimales, on peut constater une occupation intensifiée de l'espace par les billons surélevés. Ces travaux de terrassement permettent de limiter les jachères et d'augmenter la productivité, au prix d'un travail physique considérable.

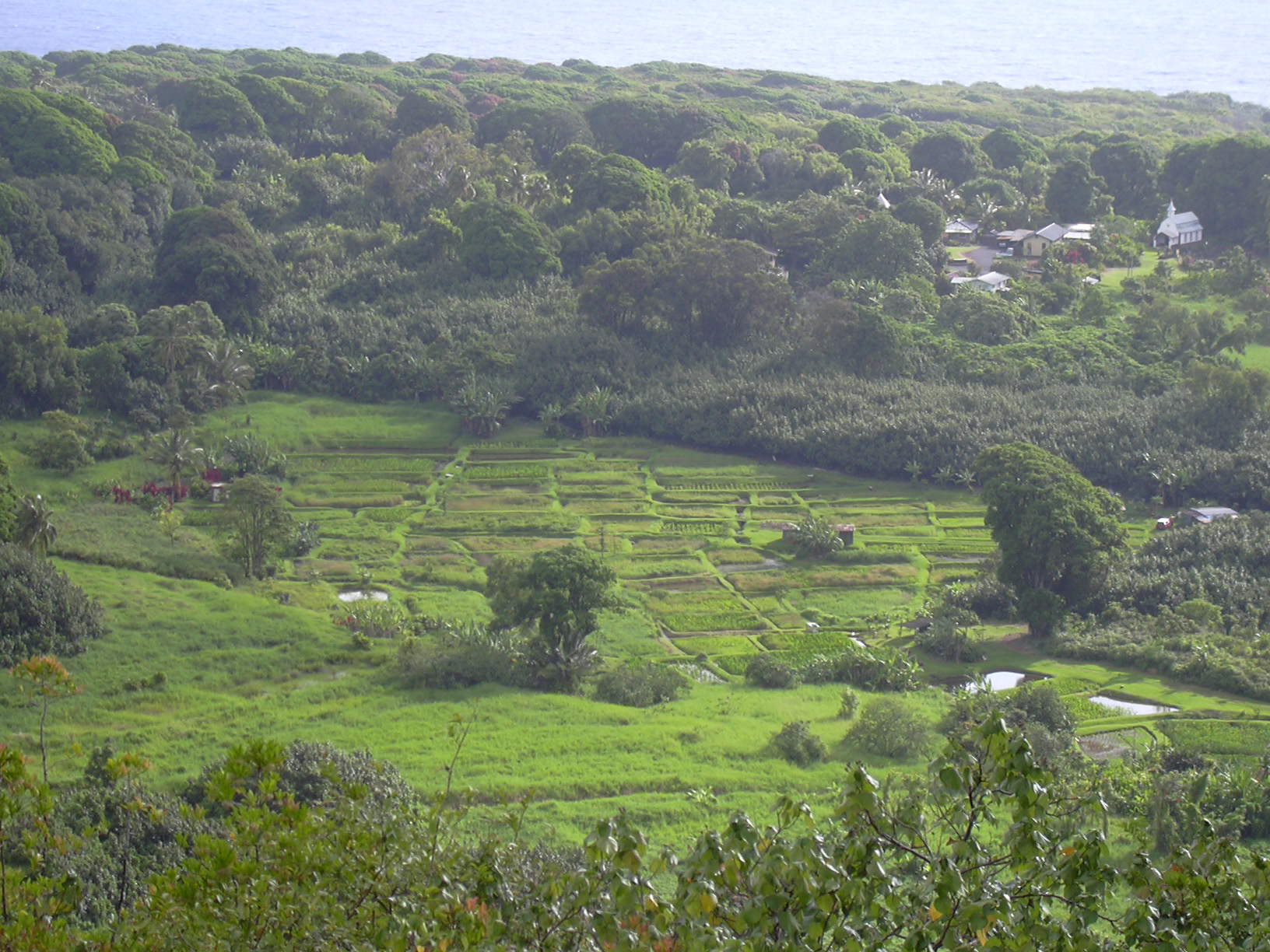
Culture du taro à Wailua, Maui, Hawaii. collines défrichées et sculptées en terrasse.

L'énergie considérable à déployer, et le temps nécessaire pour réaliser la modifications des paysages par l'exploitation agricole témoignent à la fois d'une main d'œuvre en grand nombre, sur de longues périodes, d'un savoir faire sophistiqué, de la capacité à nourrir une population importante. Ces travaux à grande échelle témoignent également d'une stabilité sociale durable qui permettait de s'y consacrer sans craindre à tout moment la destruction de lourds investissements laborieux.
La tradition orale et les coutumes qui perdurent jusqu'à aujourd'hui, témoignent de l'abondance courante de nourriture, qui permettait de programmer des échanges coutumiers. Le chef coutumier devait donc veiller entre autres au respect d'un calendrier agricole pour honorer ces échanges. L'abondance et les trocs possibles permettaient d’éviter une partie des tensions, en particulier en ritualisant les relations entre tribus et en plaçant les tribus voisines comme des relations économiquement et socialement bénéfiques.

##### Traces d'habitats pré-contacts sophistiqués et nombreux
Les densités de population historiques atteintes en Asie du Sud-Est, pour des techniques de cultures, des surfaces et des époques similaires, rendent plausibles la capacité de subvenir aux besoins d'une population de 3 millions d'habitants sur la Grande Terre seule. L'accumulation de données archéologiques sur des sites d'habitat beaucoup plus nombreux que les villages actuellement répertoriés confirme l'hypothèse d'une population pré-contact très supérieure à l'estimation de 27 000 kanaks par l'administration coloniale en 1900.
La construction de certains habitats reculés au centre de la chaîne, dans des zones agricoles qui ne sont pas les plus favorables, laissent penser que la population était suffisamment nombreuses pour y réaliser des travaux d'excavation à grande échelle à la fois longs et très coûteux en investissement physique, mais aussi que la pression démographique les y contraignait. Dans plusieurs endroits, la construction de sites d'habitats complexes sur les zones les moins fertiles pour optimiser l'occupation des sols renforce l'hypothèse de la nécessité des cultures intensive pour nourrir une population nombreuse. La datation au XIVe siècle d'habitats sophistiqués retrouvés dans des zones agricoles non optimales (altitude, relief, exposition et irrigation) à l'intérieur des terres peut indiquer que la prospérité de ce type de culture avait permis d'atteindre de hauts niveaux de densité de population (plusieurs millions d'habitants potentiels) plus de 400 ans avant les premiers contacts avec les navigateurs européens.
Une pression démographique pré-contact bien supérieure à celle que connaît la Nouvelle-Calédonie du XXIe siècle est une hypothèse probable expliquant la colonisation à large échelle d'espaces agricoles peu favorables.

### Débats et enjeux historiographiques sur la démographie de l'archipel

#### Premières estimations
Dès le XVIe siècle, les navigateurs européens commencent à explorer le Pacifique et à aborder plusieurs îles du « grand océan ». Ces explorations s'intensifient au XVIIe siècle et surtout au XVIIIe siècle. De 1774 à 1853, on retrouve les traces d'environ 400 touchers de bateaux, surtout des santaliers.
Des estimations peu documentées apparaissent dès 1774 faisant état d'une population entre 40 000 et 80 000 personnes, (et aux environs de 50 000 en 1853)[réf. nécessaire]. Une hypothèse basse de 40 000 est avancé par Dorothy Shineberg en 1983 et de 80 000 par Jean-Louis Rallu en 1989, tandis que celle de 50 000 au moment de la prise de possession est avancée par Bernard Brou[réf. nécessaire].
Jean Guiart (1925-2019), anthropologue et ethnologue spécialiste de la Mélanésie, estimait que la densité de population devait être "très faible" avant l'arrivée des Européens (sans toutefois se risquer à des chiffrages faute de sources significatives), du fait, selon Norma McArthur, d'une multitude de facteurs épidémiologiques (malaria) ou humains (cannibalisme, infanticide, guerres), et que le nombre et l'étendue des sites agricoles (tarodières) s'expliquerait par une forte mobilité des Mélanésiens.
Ces estimations sont aujourd'hui jugées anachroniques par rapport à ce qui est observé dans l'ensemble des iles du pacifique, comme sur le continent américain. Les premiers contacts entre Européens et Amérindiens, comme Océaniens, ont été systématiquement néfastes à ces derniers, décimés en grande partie par des maladies importées dans la région mais avec une ampleur longtemps minimisée pour la Nouvelle-Calédonie. Les premières estimations supposaient une dépopulation inhabituellement faible pour la Nouvelle-Calédonie (population divisée par 2 alors qu'elle est plus couramment divisée par 10 à 20), voire ignorait même l'éventualité d'une dépopulation. Pour l'ensemble des explorations et colonisations post-Colombiennes, on parle de Génocide de peuples autochtones, ou encore d'ethnocide (destruction de l’identité culturelle d’un groupe ethnique, sans nécessairement détruire physiquement ce groupe (génocide) et sans forcément user de violence physique contre lui (persécution, déportation, déplacement des enfants).
Des estimations plus documentées ont été actualisées par l'archéologue Gustave Glaumont dès la fin du XIXe siècle, ainsi que par des anthropologues inspirées par les études sur  l'hécatombe post colombienne dans la population amérindienne.

#### Estimations plus récentes
Christophe Sand, Docteur en préhistoire (Paris 1, 1994), Chercheur associé au CNRS dans le cadre du Laboratoire Archéologies et sciences de l'Antiquité, affecté à l' institut de recherche et développement de Nouméa, Conservateur en chef du patrimoine et responsable depuis 1991 du Département Archéologie de Nouvelle-Calédonie, a étudié pendant 40 ans le passé des peuples du Pacifique à travers des recherches de terrain en Mélanésie, en Polynésie et en Micronésie. Il a publié des ouvrages, des articles scientifiques et des livres de vulgarisation traitant des différentes périodes de l’histoire océanienne, du peuplement Lapita jusqu’au bouleversement colonial.
Chistophe Sand publie dès 2001 un ouvrage qui s'appuie sur sa spécialité, l'archéologie, pour "réévaluer l’importance numérique de la population autochtone à l’arrivée de James Cook".

#### Observations aériennes des tarodières, LIDAR
Les estimations démographiques récentes se basent notamment sur les photos aériennes compilées à la fin du XXe siècle, puis sur des levés LIDAR faisant ressortir la microtopographie des zones de plaines autant que des versants, avec une précision pouvant atteindre 10 cm de dénivelé. Ces données aériennes mettent en évidence un réseau de tarodière ayant été sculpté dans les reliefs avec des traces archéologiques remontant plusieurs siècles avant les premiers contacts européens. Les levés LIDAR ont permis de confirmer la densité de vestiges liés à la période traditionnelle kanak qui avait été observés sur les photos aériennes et lors de prospections de terrain. Leur étendue implique une capacité à alimenter, et surtout le travail sur le long terme d'une population nettement supérieure aux hypothèses basses avancées précédemment, de l'ordre de un à plusieurs millions d'habitants, main d'oeuvre indispensable pour réussir à sculpter et maintenir à si grande échelle des aménagements qui ont demandé plusieurs siècles de travaux et d’entretien collectifs, d'irrigation avec la canalisation des eaux parfois sur plusieurs kilomètres, la construction de culture en terrasses couvrant des centaines d’hectares et s’étageant sur des dizaines de niveaux, l’entretien des murets en pierres et l’apport de terre pour édifier des billons et des terrasses sur des versants aux sols minces et pauvres. Les densités sont fortes et la population est forcément sédentaire du fait de travaux sur plusieurs générations, d’une agriculture très prenante qui imposent un habitat à proximité.

#### Choc épidémiologique, premiers contacts
Un premier déclin démographique entre 1774 et 1853, dû au choc épidémiologique né des premiers contacts avec les santaliers, baleiniers et missionnaires, décime jusqu'à 80 à 90 % de la population comme dans nombre d'îles du Pacifique. Entre 1774 et 1840, il y a une absence quasi totale de témoignages historiques écrits comparables à ceux connus pour Fidji ou la Polynésie (où la chute démographique dépasse 80 % de la population sur un siècle).

#### Démographie comparée sur d'autres archipels du Pacifique
La rencontre des explorateurs avec les Marquisiens a par exemple pour effet de les exposer à des maladies contre lesquelles ils n'avaient aucune immunité. Cela entraîne une forte chute de la population. On estime qu’au XVIe siècle la population s’élève à 100 000 habitants, mais au début du XXe siècle elle n’est plus que de 2 000 Marquisiens. L'archéologue Christophe Sand publie en 2023 "Hécatombe océanienne", synthèse de près de 30 années de recherches sur le peuplement des Iles de l'océan Pacifique . Il a compilé les pertes de population sur l'ensemble des îles du pacifique (en les comparant aux pertes de population en Amérique du Sud à la suite des explorations post colombiennes). La chute des populations des Amériques dépasse les 90 % sur l'ensemble du continent américain. Pour les cas où il existe des données significatives, La chute des populations insulaires du Pacifique après les contacts européens est du même ordre de grandeur, elle est en moyenne de 87,5 % (98 % aux Îles Marquises, en Polynésie française, ou encore 95 % sur l’île de Bougainville, au nord des Iles Salomon).

## Période récente

### Démographie documentée récente
Le recensement exhaustif de la population kanak reste sujet à controverse au moins jusqu'au début XXe siècle, dans un contexte colonial loin d'être apaisé. Il y a peu de discussions sur le fait qu'elle a décliné depuis l'arrivée des Européens (1774) pour atteindre 27 000 vers 1900, et rester à ce niveau jusqu'en 1940. À partir de la fin de la Seconde Guerre mondiale, la fiabilité du recensement est moins controversée, moins sujette à des considérations politiques coloniales, et mieux documentée.
La population kanak est à nouveau en croissance pour atteindre 50 000 vers 1973 et dépasser 100 000 en 2014 ; la communauté kanak est la plus importante en effectif, mais en proportion de la population totale, elle est en déclin et mise en minorité dans les votes avec 40 % de la population. Dans sa directive de 1972, Pierre Messmer, alors Premier ministre, évoquait la perspective de mise en minorité du peuple premier kanak : 

« La Nouvelle-Calédonie, colonie de peuplement, bien que vouée à la bigarrure multiraciale, est probablement le dernier territoire tropical non indépendant au monde où un pays développé puisse faire émigrer ses ressortissants. […]
À court et moyen terme, l’immigration massive de citoyens français métropolitains ou originaires des départements d’outre-mer (Réunion) devrait permettre d’éviter ce danger en maintenant et en améliorant le rapport numérique des communautés.
À long terme, la revendication nationaliste autochtone ne sera évitée que si les communautés non originaires du Pacifique représentent une masse démographique majoritaire. Il va de soi qu’on n’obtiendra aucun effet démographique à long terme sans immigration systématique de femmes et d’enfants. »

### Démographie et impact politique
La mise en minorité démographique du peuple kanak conduit à la naissance et à la montée en puissance de la revendication indépendantiste (1968-1984). Cette revendication atteint son paroxysme avec les événements politiques de 1984 à 1988 en Nouvelle-Calédonie, une période de l'histoire de cette collectivité nationale qui est marquée par une quasi-guerre civile voire ethnique qui oppose partisans et opposants à l'indépendance vis-à-vis de la France du territoire d'outre-mer de Nouvelle-Calédonie entre 1984 et 1988.
En 1988, l'accord de Nouméa ouvre une période de paix sociale relative de 35 ans, définissant plusieurs notions considérées comme des valeurs fondamentales dans l'archipel depuis lors : la « double légitimité » des Kanak et non-Kanak et le « destin commun », une « communauté de destin » pluri-ethnique. Ce principe repose sur la double légitimité reconnue d'une part à la population kanak (peuple premier) et d'autre part aux autres communautés au titre de leur participation à la construction de la Nouvelle-Calédonie contemporaine, l'accord vise à empêcher de voir resurgir les tensions, les affrontements violents et meurtriers des années 1980, au profit de la « paix, de solidarité et de prospérité ».
Le gouvernement du président Emmanuel Macron entame en janvier 2024 un processus de révision constitutionnelle visant à dégeler le corps électoral. Le projet est examiné en mai 2024. Le FLNKS critique une « énième tentative de passage en force » du gouvernement, affirmant que la France cherche à « constitutionnaliser la colonisation en Kanaky », en exploitant le résultat démographique de la colonisation de peuplement réactivée par Pierre Messmer en 1972.
Le 13 mai 2024, des émeutes éclatent à Nouméa tandis que les députés débattent de l'adoption de la loi. Ces évènements replongent la Nouvelle-Calédonie dans un climat de guerre civile qu'elle avait connu 40 ans plus tôt.

## Structure de la population
La population de la Nouvelle-Calédonie se caractérise par sa jeunesse, et par son inégale répartition.

### Une population jeune
Ainsi, la part des moins de 20 ans dans la population totale était de 39,5 % en 1996 (20 % de la population néo-calédonienne dans la classe des moins de 10 ans) contre 7,5 % alors pour les plus de 60 ans et un âge moyen de 27 ans et 10 mois. Toutefois, la population connaît depuis ces 20 dernières années un phénomène de vieillissement : la part des moins de 20 ans est ainsi passée de 47 % en 1983 à 43,9 % en 1989, 39,6 % donc en 1996, 37 % en 2004 et 34,4 % en 2009, tandis que les plus de 60 ans ont augmenté de 6,2 % en 1983 à 6,9 % en 1989, 7,5 % en 1996, 9,4 % en 2004 et surtout 11,2 % en 2009. L'âge moyen est ainsi aujourd'hui de 30 ans, soit légèrement plus élevé que dans les autres territoires français du Pacifique (28 ans en Polynésie française et 24 ans à Wallis-et-Futuna) mais nettement moins qu'en métropole où l'âge moyen est de 40 ans et où 20 % de la population a 60 ans ou plus et 25 % moins de 20 ans. La pyramide des âges néo-calédonienne reste donc globalement triangulaire, même si sa base a tendance à rétrécir.
Et il existe de fortes disparités entre les provinces. Dans le Nord et surtout aux Îles Loyauté, la jeunesse de la population est particulièrement visible : l'âge moyen est ainsi de 27,5 ans dans les îles et près de 42 % de la population y a moins de 20 ans, pour 37 % de la population dans la même tranche d'âge dans le Nord. Toutefois, on voit apparaître dans ces deux provinces également un léger phénomène de vieillissement avec une augmentation des plus de 60 ans, mais aussi par la chute des tranches d'âge entre 15 et 30 ans, surtout dans les Îles, du fait du départ des jeunes vers Nouméa pour poursuivre leur scolarité ou trouver du travail. Cela se retrouve au niveau des communautés : si les Européens disposent d'une répartition par âge similaire à celle de la Métropole, les Océaniens (Kanaks ainsi que les Wallisiens et Futuniens) conservent une forte proportion de jeunes (les Mélanésiens de moins de 20 ans représentaient 47,2 % de cette population en 1996 et 38,72 % en 2009, tandis que chez les Polynésiens cette tranche représentait 37,22 % en 2009).
| Hommes | Classe d’âge | Femmes |
| ------ | ------------ | ------ |
| 0,11   | 90 et plus   | 0,24   |
| 0,91   | 80-89        | 1,37   |
| 3,13   | 70-79        | 3,53   |
| 6,61   | 60-69        | 6,46   |
| 9,67   | 50-59        | 9,59   |
| 13,93  | 40-49        | 13,95  |
| 15,7   | 30-39        | 16,22  |
| 14,98  | 20-29        | 14,97  |
| 18     | 10-19        | 17,36  |
| 16,96  | 0-9          | 16,3   |

### Inégale répartition
De plus, les Néo-Calédoniens sont très inégalement répartis dans l'espace : l'agglomération du Grand Nouméa concentre 163 723 habitants sur 1 643 km2, soit les deux-tiers (66,67 %) de la population totale de l'archipel sur moins d'un dixième (8,84 %) de son territoire. Il en résulte de très fortes disparités de densité : si celle de l'ensemble de la Nouvelle-Calédonie est très faible (13,22 hab./km2), elle atteint 99,65 hab./km2 dans le Grand Nouméa et plus précisément 2 135 hab./km2 à Nouméa (qui regroupe 59,6 % de la population de son agglomération et 39,73 % de celle de la Nouvelle-Calédonie). Cette macrocéphalie urbaine s'est accentué, la part du Grand Nouméa dans la population néo-calédonienne passant de 60 % en 1996 à 66,67 % en 2009, du fait d'un important exode rural. En dehors de cette aire urbaine, en « Brousse », la côte Ouest de la Grande Terre est légèrement plus peuplée que la côte Est (30 786 habitants contre 29 537). Les Îles Loyauté, avec 17 436 habitants, constituent la province la moins peuplée, tandis que celle du Nord est la moins dense (4,7 hab./km2). Des projets en faveur d'un rééquilibrage démographique et économique ont amené au développement d'une nouvelle zone urbaine à cheval sur les communes de Voh, Koné et Pouembout (dite VKP), portée par l'usine du Nord. En revanche, aucune action d'aménagement ou de développement n'a permis de fixer la population des Îles Loyauté qui continuent à souffrir d'un fort mouvement migratoire vers l'agglomération nouméenne.

## Évolution démographique
| 1956   | 1963   | 1969    | 1976    | 1983    | 1989    |
| ------ | ------ | ------- | ------- | ------- | ------- |
| 68 480 | 86 519 | 100 579 | 133 233 | 145 368 | 164 173 |

| 1996    | 2004    | 2009    | 2014    | 2019    | 2025    |
| ------- | ------- | ------- | ------- | ------- | ------- |
| 196 836 | 230 789 | 245 580 | 268 767 | 271 407 | 264 596 |

La croissance démographique naturelle restée longtemps dynamique a une tendance à la stagnation, voire à la baisse : le taux d'accroissement naturel était ainsi de 1,77 % en 1996 et de 1,24 % en 2004, les estimations de l'ISEE établissant un taux de 1,3 % pour 2006 et seulement 1,1 % pour 2009 (rappelons que le taux de croissance naturelle pour la France était de 0,35 % en 2003). Deux raisons à cette forte croissance : une assez importante natalité qui a tendance toutefois a décroître, et une assez faible mortalité.
L’archipel perd 6 811 habitants entre 2019 et 2025, ce qui constitue une première baisse démographique depuis le début du siècle. Cette baisse s'explique en premier lieu par un effondrement du solde migratoire à -18 000 alors que le solde naturel demeure positif sur la période, avec environ +11 000 habitants.

### Natalité
La natalité reste particulièrement forte par rapport à la France métropolitaine, même si elle a fortement décru depuis les années 1990. Le taux brut de natalité est ainsi passé de 25 ‰ en 1989 à 23,2 ‰ en 1996, à 17,3 ‰ en 2004, 17,7 ‰ en 2006 et 16,3 ‰ en 2008 (en comparaison, le taux de natalité pour la France était de 13 ‰ en 2009). Ces aspects de la natalité calédonienne sont encore une fois exacerbés dans les provinces Nord et Îles avec des taux respectifs de 17 ‰ (contre 24 ‰ en 1996) et de 19,8 ‰ en 2004 (contre 26,7 ‰ en 1996). La baisse conséquente de la natalité dans ces deux provinces fait que leurs taux se rapprochent de celui de la Province Sud qui, nettement plus faible en 1996, a connu une chute beaucoup plus modérée au cours de ces 10 dernières années : le taux de natalité y est ainsi passé de 21 ‰ en 1996 à 17 ‰ en 2004. Il s'agit donc essentiellement de la natalité au sein des populations mélanésiennes qui baisse le plus, due souvent à l'allongement de la durée des études et donc le déplacement de la jeunesse vers Nouméa voire en Métropole pour poursuivre sa formation ou trouver du travail, et donc retarde l'âge où ces jeunes décident de fonder une famille. Cette baisse de la natalité se retrouve dans celle de l'indice de fécondité, qui est passé de 3,2 enfants par femme en 1989 à 2,2 en 2004, soit juste au-dessus du point de renouvellement des générations et avec un écart avec celui de la France métropolitaine (qui est actuellement entre 1,9 et 2 enfants par femme) qui s'est particulièrement réduit.

### Mortalité
La mortalité se maintient à un niveau faible depuis les années 1980. Le taux brut de mortalité était ainsi de 5,1 ‰ en 1996 pour 4,9 ‰ en 2004, 4,7 ‰ en 2006 et 4,8 ‰ en 2008. Ce taux est même largement inférieur à celui de la France métropolitaine, où le taux de mortalité s'établissait en 2009 à 9 ‰. Cette faible mortalité est due à de multiples facteurs : relative jeunesse de la population, douceur du climat, absence de catastrophes naturelles majeures (seuls les cyclones sont un véritable danger, mais ils sont rarement aussi virulents et aussi meurtriers que les ouragans des Antilles et leurs effets, à quelques exceptions près, sont généralement bien gérés par la population et les autorités) ou de grandes épidémies tropicales (la dengue peut être mortelle, mais les cas restent encore assez rares et cette maladie est de mieux en mieux régulée par les autorités, tandis que la Nouvelle-Calédonie se distingue par l'absence de paludisme et même si des cas de Chikungunya ont fait leur apparition en 2011), qualité des soins (densité de 2,9 lits d'hospitalisation en court séjour pour 1 000 habitants, et au total 3,96 lits d'hôpital pour 1 000 habitants au 31 décembre 2007, contre 7,08 lits pour 1 000 habitants en Métropole à la même époque mais un taux comparable à ceux de l'Italie, de l'Espagne, de la Suède ou du Danemark, à quoi s'ajoutent en moyenne 223 médecins pour 100 000 habitants au 1er janvier 2008 contre 339 en France métropolitaine) et de l'hygiène de vie et niveau de vie assez élevé comparativement à d'autres départements ou territoires d'outre-mer. Le désenclavement socio-sanitaire dans les deux provinces où la mortalité était la plus forte au début des années 1980, à savoir le Nord (où deux centres hospitaliers ont été construits : à Koumac et à Poindimié) et les Îles Loyauté, a permis à celle-ci de décroître pour se rapprocher de celui de la Province Sud. Ainsi, dans la première, le taux de mortalité est passé de 9,3 ‰ en 1981 à 7,6 ‰ en 1989, à 6,5 ‰ en 1996 et à 5,9 ‰ en 2004 (depuis lors, les taux se sont stabilisés autour de 6 ‰), et dans la seconde il a évolué de 7,9 ‰ en 1981 à 7 ‰ en 1988, 6 ‰ en 1997 et 5,8 ‰ en 2004 (comme dans le Nord, la mortalité s'établit également autour des 6 ‰ aujourd'hui).
Toutefois, le taux de mortalité infantile est plus élevé qu'en Métropole, tout en restant dans les moyennes que l'on retrouve dans les pays de l'OCDE : il était ainsi de 6,3 ‰ en 2004, de 6,4 ‰ en 2005, de 5,4 ‰ en 2006 et de 6,1 ‰ en 2007, contre 3,8 ‰ en France métropolitaine en 2005. Cette faible mortalité se traduit par une augmentation de l'espérance de vie à la naissance, qui est passé de 68 à 71,8 pour les hommes et de 73 à 80,3 ans pour les femmes entre 1989 et 2007, et s'établit, les deux sexes confondus, à 75,9 ans en 2007. Elle reste plus forte en Province Sud, s'établissant en 2007 aux environs de 76 ans, contre 73 ans dans les deux autres provinces.

## Migration et composition culturelle
La population néo-calédonienne constitue un important brassage culturel et communautaire, fruit de migrations qui persistent encore aujourd'hui, quoique plus modérées.

### Migrations
Les vagues de colonisation de peuplement entre le milieu du XIXe siècle et la première moitié du XXe siècle, puis les migrations économiques d'actifs attirés par les offres d'emploi initiées en période de « boom du nickel » (dans les années 1960, mais aussi dans les années 2000) ont été porteurs de soldes migratoires externes généralement positifs. La montée de la revendication indépendantiste, ainsi que les violences sociales, politiques et ethniques qui en ont découlé dans les années 1970 et 1980, ainsi qu'une situation économique plus morose à cette époque, a pu aboutir à un inversement de cette tendance. Si, depuis le rétablissement de la paix civile avec les accords de Matignon en 1988 et de Nouméa en 1998, l'immigration est repartie à la hausse, des actions ont été prises pour en encadrer les effets (par la limitation du corps électoral, d'abord glissant puis gelé à partir de 2007 à ceux présents dans l'archipel avant 1998 pour les élections provinciales, loi du pays de protection de l'emploi locale de 2010).
Le solde migratoire apparent était ainsi de + 2 664 en 1965 et a atteint + 5 125 au plus fort du « Boom du nickel » en 1970 (avec l'apogée notamment de la diaspora wallisienne et futunienne). Il devient ensuite négatif, à - 2 192 en 1975 et - 524 en 1980, ou très faible, à + 28 en 1985, avant de repartir à la hausse assez fortement tout d'abord (+ 1 078 en 1990) avant de se maintenir à un niveau assez modéré dans les années 1990 qui ne sont pas marquées notamment par une croissance économique véritablement dynamique (+ 389 en 1995, + 571 en 2000). Le retour à une conjoncture économique favorable, marquée par des courts élevés du nickel, entre 2005 et 2008 (culminant en 2007 et 2008, tandis que la Nouvelle-Calédonie échappe en grande partie aux effets de la crise mondiale tout en voyant toutefois son activité légèrement ralentie) correspond à un retour à des soldes migratoires relativement élevés, mais restant inférieurs à ceux connus dans les années 1960 : ils sont ainsi estimés à + 1 361 en 2005, + 753 en 2006, + 1 134 en 2007 et + 1 760 en 2008. Selon le recensement de 2009, ce sont 18 500 personnes nées hors de la Nouvelle-Calédonie qui s'y sont installées entre 2004 et 2009, dont les trois quarts de Métropolitains (75,5 %) mais aussi des étrangers (17,3 %), toujours des Wallisiens-Futuniens (4,9 %) et des Polynésiens français (2,3 %). C'est essentiellement le Grand Nouméa qui a bénéficié de ces apports extérieurs, mais aussi la zone VKP avec le chantier de l'usine du Nord. Pour leur part, les départs, souvent temporaires, concernent essentiellement les étudiants néo-calédoniens partis poursuivre leur formation en Métropole ou à l'étranger (en Australie, en Nouvelle-Zélande ou au Québec, notamment).
Les migrations internes prennent essentiellement la forme d'un « exode rural » de la « Brousse » et des Îles vers le Grand Nouméa. Le solde migratoire des Îles Loyauté est ainsi négatif depuis 1989 (- 37 cette année-là), atteignant un pic de départs à la fin des années 1990 (- 236 en 1996, - 300 en 1998, - 289 en 2001) puis s'est stabilisé autour de - 150 par an (- 175 en 2002, - 143 en 2005, - 128 en 2006 et - 152 en 2007). La Province Nord a connu un apport de population extérieure assez important au début des années 1990 avec l'installation des institutions contrôlés par les indépendantistes, l'ouverture d'infrastructures comme les hôpitaux de Koumac et Poindimié et le développement des activités minières, dont l'installation de la Société minière du Sud Pacifique (SMSP), et touristiques : le solde s'établit à + 148 en 1990, + 149 en 1992, + 234 en 1993 et + 288 en 1994. Mais il est depuis lui aussi devenu négatif, et ce sans discontinuer depuis 1996 : - 179 en 1996, - 313 en 1998, - 300 en 1997 et 1999, - 368 en 2000. Cette tendance s'est toutefois atténué depuis le début des années 2000, grâce notamment au développement de la zone VKP : - 285 en 2001, - 185 en 2003, - 132 en 2005, - 115 en 2006 et - 74 en 2007. En revanche, le solde migratoire est positif et particulièrement élevé pour la Province Sud, s'établissant chaque année depuis 1998 au-delà du seuil de + 1 000 (+ 1 141 en 1998, + 1 332 en 1999, + 1 508 en 2001, + 1 831 en 2004, + 1 661 en 2005, + 1 009 en 2006 et + 1 364 en 2007). Plus précisément, deux origines majeures de cet exode rural se démarquent : les Îles Loyauté avec un solde migratoire interne de - 1 697 entre 2004 et 2009, et la côte Est de la Province Nord avec un solde interne de - 1 155 pour la même période. Il s'oriente massivement vers le Grand Nouméa (solde interne de + 2 480 en cinq ans), mais aussi dans la partie rurale de la Province Sud (solde interne de + 205 de 2004 à 2009 toujours) portée par les pôles ruraux dynamiques de Bourail et La Foa, le chantier de l'usine de Goro ou le potentiel touristique de l'Île des Pins, et sur la côte Ouest de la Province Nord (solde interne de + 167 entre 2004 et 2009) avec VKP et l'usine du Nord.
Par conséquent, il apparaît deux pôles dynamiques ayant connu une forte croissance de population entre 1996 et 2009, renforçant les déséquilibres dans la répartition démographique : le Grand Nouméa (croissance annuelle moyenne sur cette période de 5,7 % pour Païta, commune de l'agglomération la plus récemment gagnée par la périurbanisation, de 4,7 % à Dumbéa, plus faible pour la ville-centre Nouméa avec 1,9 % et pour sa plus ancienne banlieue, le Mont-Dore tandis que le processus d'étalement urbain s'orientant vers le nord, avec 1,7 %, tandis que Boulouparis semble gagnée par le phénomène de rurbanisation avec 3,3 % de croissance annuelle moyenne) et VKP (croissance annuelle moyenne de 4,4 % à Pouembout, 1,9 % à Koné et 1,7 % à Voh). S'y ajoutent un certain nombre de villages ruraux attractifs (croissance annuelle moyenne de 6 %, le record local, à Farino, qui conserve toutefois la plus faible population communale de l'archipel, 2,6 % à Koumac, 2,2 % à La Foa, 2,1 % à Sarraméa, 1,7 % à Moindou, 1,05 % à Bourail, mais aussi 1,5 % à Yaté qui, grâce surtout à l'usine de Goro, connaît la plus forte croissance de la côte Est, et 1,3 % à l'Île des Pins, avec le développement apporté par les activités touristiques). En revanche, huit communes ont, au cours de cette période, perdu des habitants : les trois des Îles Loyauté (croissance annuelle moyenne de - 1,8 % à Maré, - 1,2 % à Ouvéa et - 1,1 % à Lifou), quatre au cœur de la côte Est de la Grande Terre en Province Nord (croissance annuelle moyenne de - 1 % à Kouaoua, - 0,9 % à Ponérihouen, - 0,7 % à Houaïlou et - 0,1 % à Canala) ainsi que les îles Belep (croissance annuelle moyenne de - 0,2 %).

### Composition culturelle

#### Communautés
Le premier recensement officiel de la population néo-calédonienne est effectué en 1887, année d'instauration du code de l'indigénat qui place la population autochtone hors du droit commun jusqu'en 1946. 41 784 indigènes sont recensés sur un total de 42 519 habitants,. Jusqu'en 1951, un bureau des statistiques rattaché au ministère des Colonies publie des données de recensement relatives à l'ensemble de la population néo-calédonienne. En mai 1911, par exemple, le Journal officiel de la Nouvelle-Calédonie annonce le recensement de 28 075 autochtones parmi une population de 50 098 habitants. À partir de 1956, les statistiques démographiques concernant la Nouvelle-Calédonie, notamment le profil ethnico-géographique de sa population, sont collectées par l'Insee,. Cependant, en France, en raison d'une conception républicaine du principe d'égalité, la production de statistiques ethniques est interdite depuis la promulgation de la loi « informatique et liberté », en 1978. Après avis de la CNIL et l'autorisation par décret
du Conseil d'État, une dérogation peut être accordée pour le traitement de données sensibles. C'est le cas en Nouvelle-Calédonie où, depuis le milieu du XXe siècle, les recensements enregistrant des données faisant apparaître « l'origine ethnique » des personnes sont admis ; le recueil de ces informations étant jugé d'intérêt public lorsqu'il sert la mise en œuvre d'une politique de rééquilibrage en faveur de la communauté kanak longtemps discriminée. Ainsi, par exemple, la CNIL a donné un avis favorable au recensement de 2009 pour la Nouvelle-Calédonie, qui fait apparaître « l'origine ethnique » des personnes. Ces données étaient enregistrées jusqu'en 1996, mais ne l'avait pas été pour le recensement de 2004. La CNIL rappelle une délibération de 2002, dans laquelle elle avait affirmé que « le recueil de l'appartenance ethnique des personnes, compte tenu des caractéristiques sociodémographiques propres au territoire de Nouvelle-Calédonie, répond à un motif d'intérêt public […] ».
Selon le recensement de 2009, la proportion des différentes communautés composant la population était la suivante :
- les Kanaks[N 4] (Mélanésiens) : 99 078 personnes et 40,34 % de la population néo-calédonienne (contre 86 788 individus et 44,09 % en 1996) s'étant déclarés comme tels lors du recensement de 2009. Peuvent néanmoins s'y ajouter une partie des personnes ayant préféré se définir comme « Calédoniens », ou comme appartenant à la catégorie des « plusieurs communautés (métis) ».
- les « Européens » : 71 721 habitants et 29,2 % des Néo-calédoniens (contre 67 151 personnes et 34,12 % en 1996) se sont déclarés Européens. Là encore, une partie de ceux inscrits comme « Calédoniens » ou issus de « plusieurs communautés (métis) » peuvent avoir des origines européennes, tandis que cette catégorie de la population peut se diviser traditionnellement en deux voire trois catégories :
  - les descendants d'Européens historiques souvent métissés ou Caldoches. Principalement d'origine française métropolitaine, descendants d'anciens bagnards ou de colons libres dont beaucoup d'Alsaciens-Lorrains ayant fui l'Alsace ou la Lorraine après leur incorporation à l'Empire allemand en 1870, mais aussi les quelques descendants de la dernière grande vague de « peuplement libre » de la colonie dans les années 1920, phase généralement appelée la « colonisation des nordistes » car les familles venaient alors essentiellement du Nord de la France. Mais on retrouve également de nombreux patronymes d'origine britannique (Martin se prononçant « Martine » dont l'homme politique local Harold Martin, Johnston…) ou irlandaise (Daly qui se prononce « Délé », O'Donnoghue, Nagle…), familles descendant de certains aventuriers pour la plupart déçus de la « ruée vers l'or » qu'a connue l'Australie au milieu du XIXe siècle et qui ont alors tenté leur chance dans l'île voisine de Nouvelle-Calédonie comme négociants ou éleveurs, et sous l'impulsion de James Paddon (un aventurier et commerçant britannique installé dans l'île Nou, actuelle Nouville dans la rade de Nouméa avant même que la ville soit créée et la Nouvelle-Calédonie soit française). Il faut noter aussi la présence de descendants d'Italiens (Pantaloni, Paladini, Gervolino…), d'Allemands (Tuband, Metzger, Münkel…), de Belges (Metzdorf…), entre autres. Leur nombre est difficile à estimer.
  - les Européens issus d'une immigration plus récente datant de la deuxième moitié du XXe siècle, et principalement d'origine française métropolitaine, appelés « Métros », « Zoreilles » ou « Zor' ». Ainsi, en 2009, 33 158 Européens (46 % de ceux se réclamant de cette communauté, et 13,5 % de la population totale) sont nés en France métropolitaine ou dans un DOM (tous ne sont pas pour autant considérés comme « Zoreilles », certains pouvant être également des « Caldoches »).
  - les « Pieds-noirs » venus s'installer dans l'archipel après les indépendances des pays du Maghreb dans les années 1950 et 1960, ainsi que leurs descendants : c'est le cas par exemple des hommes politiques Philippe Gomès (président du gouvernement local de 2009 à 2011), Pierre Bretegnier ou Pierre Maresca.
- les Wallisiens et Futuniens : 21 262 personnes et 8,66 % du total (17 763 et 9,02 % en 1996). Ils sont issus d'un véritable exode de la population des îles Wallis-et-Futuna vers la Nouvelle-Calédonie à partir des années 1950, et sont désormais presque deux fois plus nombreux que ceux continuant à habiter leur archipel d'origine.
- les habitants se définissant comme appartenant à « plusieurs communautés », ou métis, étaient 20 398 et 8,3 % de la population totale. Beaucoup d'entre eux appartiennent à la communauté « caldoche » qui, outre une ascendance européenne, est issue également de mélanges avec les populations mélanésiennes, asiatiques, polynésiennes ou les descendants des déportés musulmans Algériens de la révolte de Mokrani (Algérie) ainsi que les condamnés des insurrections successives de 1864 (sud-oranais), 1876 (El Amri), 1879 (les Aurès), 1880-1882 (sud oranais), parfois dénommés les « Algériens du Pacifique » ou bien les « Kabyles du Pacifique ».
- « Calédoniens » : 12 177 personnes et 4,96 % des Néo-calédoniens ont coché la case « Autres » du questionnaire sur les communautés du recensement, et ont précisé se définir simplement comme « Calédoniens ». Il peut s'agir de membre de n'importe quelle autre communauté mais refusant d'être enfermé dans une définition purement ethnique de leur identité.
- différents groupes asiatiques historiques, qui totalisent 8 199 personnes et 3,34 % du total (7 825 et 3,98 % en 1996). D'autres peuvent se retrouver parmi les catégories « plusieurs communautés » ou « Calédoniens ». Ils descendent d'une ancienne main-d'œuvre venue à partir de la fin du XIXe siècle pour travailler essentiellement dans les caféries ou les mines : travailleurs engagés asiatiques. Ils se répartissent entre des :
  - Indonésiens : 3 985 individus et 1,62 % des Néo-calédoniens (5 003 et 2,54 % en 1996),
  - Vietnamiens : 2 357 personnes et 0,96 % de la population (2 822 et 1,43 % en 1996),
  - « Autres asiatiques », dont surtout des Chinois mais aussi quelques familles considérées comme Caldoches mais d'origine japonaise (Tsutsui, Nakamura, Takamatsu, Tanaka…) ou descendants d'engagés indiens d'origine réunionnaise venus sous l'impulsion de Gabriel Le Coat de Kerveguen, grand propriétaire cannier réunionnais désireux de faire cultiver la canne à sucre en Nouvelle-Calédonie (région de la Naïna) et qui a fait ainsi venir plusieurs familles de l'île de la Réunion et leur main-d'œuvre essentiellement composée de « Malabars » : 1 857 habitants et 0,76 % du total.
- les Tahitiens : 4 985 personnes et 2,03 % de la population (5 171 individus et 2,63 % en 1996).
- les Ni-Vanuatu : 2 327 individus et 0,95 % des Néo-calédoniens (2 244 et 1,14 % en 1996).
- 2 867 personnes, soit 1,17 % de la population, n'a pas déclaré son appartenance à une communauté lors du recensement de 2009.
- 2 566 personnes (1,04 %) se sont dites « Autres ».

##### Évolution
« Libres » signifie ici « non transporté pénalement ». « Transportés » signifie la somme des populations pénales condamnées et des libérés légalement astreints à résider en Nouvelle-Calédonie. La population totale inclut des résidents temporaires tels que les troupes et les équipages de navires (leurs nombres en notes) ; ils ont en revanche été exclus des pourcentages ethniques.
| Communauté déclarée | Communauté déclarée | Kanak   | Européenne | Wallisienne, Futunienne | Tahitienne | Indonésienne | Vietnamienne | Ni-Vanuatu | Autres    | Dont plusieurs communautés | Total            |
| ------------------- | ------------------- | ------- | ---------- | ----------------------- | ---------- | ------------ | ------------ | ---------- | --------- | -------------------------- | ---------------- |
| Recensement de 1875 | Population          | –       | 15 500     | —                       | —          | —            | —            | —          | —         | —                          | 15 500 Européens |
| Recensement de 1875 | %                   |         |            | —                       | —          | —            | —            | —          | –         | —                          | –                |
| Recensement de 1887 | Population          | 42 500  | > 9 100    | —                       | —          | —            | —            | —          | 10 900    | —                          | 62 500           |
| Recensement de 1887 | %                   | 68 %    | > 14,56 %  | —                       | —          | —            | —            | —          | < 1,92 %  | —                          | 100 %            |
| Recensement de 1901 | Population          | 29 100  | > 11 500   | —                       | —          | —            | —            | —          | 12 750    | —                          | 54 400           |
| Recensement de 1901 | %                   | 53,5 %  | > 21,14 %  | —                       | —          | —            | —            | —          | < 23,44 % | —                          | 100 %            |
| Recensement de 1906 | Population          | 28 500  | > 11 600   | —                       | —          | —            | —            | —          | 11 800    | —                          | 53 300           |
| Recensement de 1906 | %                   | 53,47 % | > 21,76 %  | —                       | —          | —            | —            | —          | < 22,14 % | —                          | 100 %            |
| Recensement de 1911 | Population          | 28 800  | > 11 100   | —                       | —          | —            | —            | —          | 11 600    | —                          | 50 600           |
| Recensement de 1911 | %                   | 56,92 % | > 21,94 %  | —                       | —          | —            | —            | —          | < 22,92 % | —                          | 100 %            |
| Recensement de 1921 | Population          | 27 100  | > 11 600   | —                       | —          | —            | 1000         | —          | 9 200     | —                          | 47 500           |
| Recensement de 1921 | %                   | 57,05 % | > 24,42 %  | —                       | —          | —            | 2,1 %        | —          | < 19,37 % | —                          | 100 %            |
| Recensement de 1931 | Population          | 28 600  | > 13 750   | —                       | —          | —            | —            | —          | 14 000    | —                          | 57 200           |
| Recensement de 1931 | %                   | 50 %    | > 24,04 %  | —                       | —          | —            | —            | —          | < 24,46 % | —                          | 100 %            |
| Recensement de 1936 | Population          | 28 800  | > 14 400   | —                       | —          | —            | 2000         | —          | 7 300     | —                          | 53 200           |
| Recensement de 1936 | %                   | 54,14 % | > 27,07 %  | —                       | —          | —            | 3,76 %       | —          | < 13,84 % | —                          | 100 %            |
| Recensement de 1946 | Population          | 31 000  | 18 100     | —                       | —          | —            | –            | —          | 13 600    | —                          | 62 700           |
| Recensement de 1946 | %                   | 49,44 % | 28,87 %    | —                       | —          | —            | —            | —          | 21,69 %   | —                          | 100 %            |
| Recensement de 1951 | Population          | 34 000  | 20 400     | —                       | —          | 6 600        | 4 000        | —          | 500       | —                          | 65 500           |
| Recensement de 1951 | %                   | 51,91 % | 31,14 %    | —                       | —          | 10,07 %      | 6,11 %       | —          | 0,76 %    | —                          | 100 %            |
| Recensement de 1956 | Population          | 35 000  | 22 400     | —                       | —          | 2 000        | 4 200        | —          | 500       | —                          | 65 000           |
| Recensement de 1956 | %                   | 53,85 % | 34,46 %    | —                       | —          | 3,08 %       | 6,46 %       | —          | 0,77 %    | —                          | 100 %            |
| Recensement de 1963 | Population          | 41 190  | 33 355     | —                       | —          | —            | —            | —          | 11 974    | —                          | 86 519           |
| Recensement de 1963 | %                   | 47,61 % | 38,55 %    | —                       | —          | —            | —            | —          | 13,84 %   | —                          | 100 %            |
| Recensement de 1969 | Population          | 46 200  | 41 268     | —                       | —          | —            | —            | —          | 13 111    | —                          | 100 579          |
| Recensement de 1969 | %                   | 45,93 % | 41,03 %    | —                       | —          | —            | —            | —          | 13,04 %   | —                          | 100 %            |
| Recensement de 1976 | Population          | 55 598  | 50 757     | 9 571                   | 6 391      | 5 111        | 1 943        | 1 050      | 2 812     | —                          | 133 233          |
| Recensement de 1976 | %                   | 41,73 % | 38,10 %    | 7,18 %                  | 4,80 %     | 3,84 %       | 1,46 %       | 0,79 %     | 2,11 %    | —                          | 100 %            |
| Recensement de 1983 | Population          | 61 870  | 53 974     | 12 174                  | 5 570      | 5 319        | 2 381        | 1 212      | 2 868     | —                          | 145 368          |
| Recensement de 1983 | %                   | 42,56 % | 37,13 %    | 8,37 %                  | 3,83 %     | 3,66 %       | 1,64 %       | 0,83 %     | 1,97 %    | —                          | 100 %            |
| Recensement de 1989 | Population          | 73 598  | 55 085     | 14 186                  | 4 750      | 5 191        | 2 461        | 1 683      | 7 219     | —                          | 164 173          |
| Recensement de 1989 | %                   | 44,83 % | 33,55 %    | 8,64 %                  | 2,89 %     | 3,16 %       | 1,50 %       | 1,03 %     | 4,40 %    | —                          | 100 %            |
| Recensement de 1996 | Population          | 86 788  | 67 151     | 17 763                  | 5 171      | 5 003        | 2 822        | 2 244      | 9 894     | —                          | 196 836          |
| Recensement de 1996 | %                   | 44,09 % | 34,12 %    | 9,02 %                  | 2,63 %     | 2,54 %       | 1,43 %       | 1,14 %     | 5,03 %    | —                          | 100 %            |
| Recensement de 2009 | Population          | 99 078  | 71 721     | 21 262                  | 4 985      | 3 985        | 2 357        | 2 327      | 39 865    | 20 398                     | 245 580          |
| Recensement de 2009 | %                   | 40,34 % | 29,20 %    | 8,66 %                  | 2,03 %     | 1,62 %       | 0,96 %       | 0,95 %     | 16,23 %   | 8,31 %                     | 100 %            |
| Recensement de 2014 | Population          | 104 958 | 73 199     | 21 926                  | 5 608      | 3 859        | 2 506        | 2 568      | 54 143    | 23 007                     | 268 767          |
| Recensement de 2014 | %                   | 39,05 % | 27,24 %    | 8,16 %                  | 2,09 %     | 1,44 %       | 0,93 %       | 0,96 %     | 20,14 %   | 8,56 %                     | 100 %            |
| Recensement de 2019 | Population          | 111 856 | 65 488     | 22 520                  | 5 366      | 3 786        | 2 230        | 2 313      | 57 848    | 30 758                     | 271 407          |
| Recensement de 2019 | %                   | 41,21 % | 24,13 %    | 8,30 %                  | 1,98 %     | 1,39 %       | 0,82 %       | 0,85 %     | 21,31 %   | 11,33 %                    | 100 %            |

#### Langues
Ce cosmopolitisme est également à l'origine de la présence de langues, dialectes et façons spécifiques de s'exprimer propres à l'archipel. Le français, seule langue officielle, reste la langue maternelle des populations ayant des origines métropolitaines (« Caldoches » et « Zoreilles »), tout en constituant la langue véhiculaire des autres communautés. Le mélange culturel a abouti à un usage, un accent et une transformation de cette langue, donnant naissance à ce qui est appelé le calédonien, parler calédonien ou français de Nouvelle-Calédonie. En 2009, 180 809 habitants de plus de 10 ans étaient capables au moins de parler le français, soit la quasi-totalité de la population (98,9 %, dont 99,8 % des métis et des Tahitiens, 99,5 % des Européens et de ceux s'étant déclarés « autres », 99,4 % des Kanaks, 98,9 % des Ni-Vanuatu, 98,7 % des Indonésiens, 98,4 % des « non déclarés », 97,9 % des Wallisiens et Futuniens et des Vietnamiens et seulement 58 % des autres asiatiques). Parmi eux, 177 945 savaient le lire et l'écrire (98,4 % des francophones et 97,3 % de la population totale de plus de 10 ans, dont 99,1 % des Européens, 98,9 % des métis, 98,7 % des « autres », 98,1 % des Kanaks, 97,7 % des Tahitiens, 95,5 % des « non déclarés », 92,9 % des Wallisiens et Futuniens, 92,1 % des Indonésiens, 91,5 % des Vietnamiens, 88,8 % des Ni-Vanuatu et 53,4 % des autres asiatiques), 1 160 seulement le lire (0,6 % des francophones et de la population totale).
65 510 habitants de plus de 10 ans parlaient en 2009 au moins l'une des 28 langues ou dialectes kanak, soit 35,8 % de la population totale de cette tranche d'âge, dont 61 054 Kanaks (85,5 % de cette communauté) mais aussi 1 979 métis (16,9 % de ce groupe). S'y ajoutaient 10 011 individus de la même tranche d'âge capables d'en comprendre au moins une sans la parler (5,5 % de la population totale), dont 6 068 Kanaks (8,5 % de cette communauté) et 1 226 métis (10,5 % de ce groupe). Les langues kanak les plus parlées sont, d'après le recensement de 1996, le drehu de Lifou (11 338 locuteurs), le nengone de Maré (6 377), le paicî de la région de Poindimié-Koné (5 498), l'ajië de la région de Houaïlou-Kouaoua (4 044) et le xârâcùù de la région de Canala-La Foa-Boulouparis (3 784).
Les langues maternelles des autres communautés continuent à être pratiquées en leur sein : le wallisien surtout en raison de l'importance démographique de ce groupe (le troisième de l'archipel), le futunien, le javanais, le vietnamien, le tahitien, le bichelamar ou autres langues du Vanuatu, l'anglais, entre autres.

#### Religions
Le christianisme, religion d'origine ancienne pour les populations européennes ou implantée par le biais des missions évangélisatrices depuis le deuxième tiers du XIXe siècle auprès des Océaniens, reste la foi dominante.
Une légère majorité semble rester catholique, surtout chez les Européens, la quasi-totalité des Wallisiens et Futuniens, et environ la moitié des Kanaks. Selon les données de l'archidiocèse de Nouméa, transmises par le site Diocese Hierarchy, la Nouvelle-Calédonie comptait environ 110 000 catholiques en 2004 (environ 53 % de la population totale) et 204 clercs (dont 37 prêtres, 12 diacres, 44 religieux et 111 religieuses).
Le protestantisme a été implanté à travers deux centres missionnaires principaux (celui de Béthanie à Lifou et celui de Do Néva à Houaïlou) de la London Missionary Society repris ensuite par la Société des missions évangéliques de Paris (SMEP). Encore aujourd'hui, la foi protestante reste très présente chez les Kanak (environ la moitié) notamment dans les Îles Loyauté et dans la région de Houaïlou, Ponérihouen et Kouaoua sur la côte Est de la Grande Terre. Dans les autres communautés, certaines familles d'origines européennes (notamment allemandes ou d'Alsace-Lorraine, comme les Lafleur, ou anglaises, comme les Martin) sont de tradition protestante, de même que la grande majorité des Tahitiens et des Ni-Vanuatu. Le mouvement missionnaire va connaître une scission due à des conflits internes tant théologiques que sur la perception de la méthode éducative à adopter et liés à des conflits de personne dans les années 1950. Il en résulte la présence de deux principales Églises protestantes en Nouvelle-Calédonie :
- l'Église évangélique en Nouvelle-Calédonie et aux îles Loyauté (ÉÉNCIL), devenue en 2013 l'Église protestante de Kanaky Nouvelle-Calédonie (ÉPKNC), restée liée aux institutions missionnaires protestantes françaises, membre de l'Alliance réformée mondiale, du Conseil œcuménique des Églises, de la Conférence des Églises du Pacifique et de la Cevaa - Communauté d'Églises en Mission, revendiquant quelque 40 000 membres (environ 70 % des protestants néo-calédoniens) et 77 pasteurs et organisée en quatre régions (Grande Terre, Nengone, Drehu et Iaai), 18 consistoires et 94 paroisses[78] ;
- l'Église évangélique libre de la Nouvelle-Calédonie (ÉÉLNC), avec environ 14 000 croyants, est surtout organisée autour de l'ancienne mission de Do Néva à Houaïlou, et compte environ 15 000 membres (environ 20 % des protestants néo-calédoniens).
- s'y ajoutent environ 5 000 membres d'autres organisations chrétiennes (Témoins de Jéhovah, Mormons et Adventistes du septième jour).

Une petite communauté musulmane sunnite existe à travers la communauté indonésienne ainsi qu'aux descendants d'Algériens très présents à Bourail. L'Association des Musulmans de Nouvelle-Calédonie dénombre ainsi 3 000 croyants, à 80 % des Indonésiens, dont seulement 200 à 300 pratiquants.